# Valentin Ungureanu
Valentin Ungureanu (n. 26 noiembrie 1931, Pîrjota, raionul Rîșcani, Republica Moldova – d. 16 octombrie 2015, Chișinău, Republica Moldova) a fost un specialist în domeniul pedologiei, agropedologiei și agroecologiei, care a fost ales ca membru corespondent (1981) al Academiei de Științe a Moldovei.